# Távol-Kelet

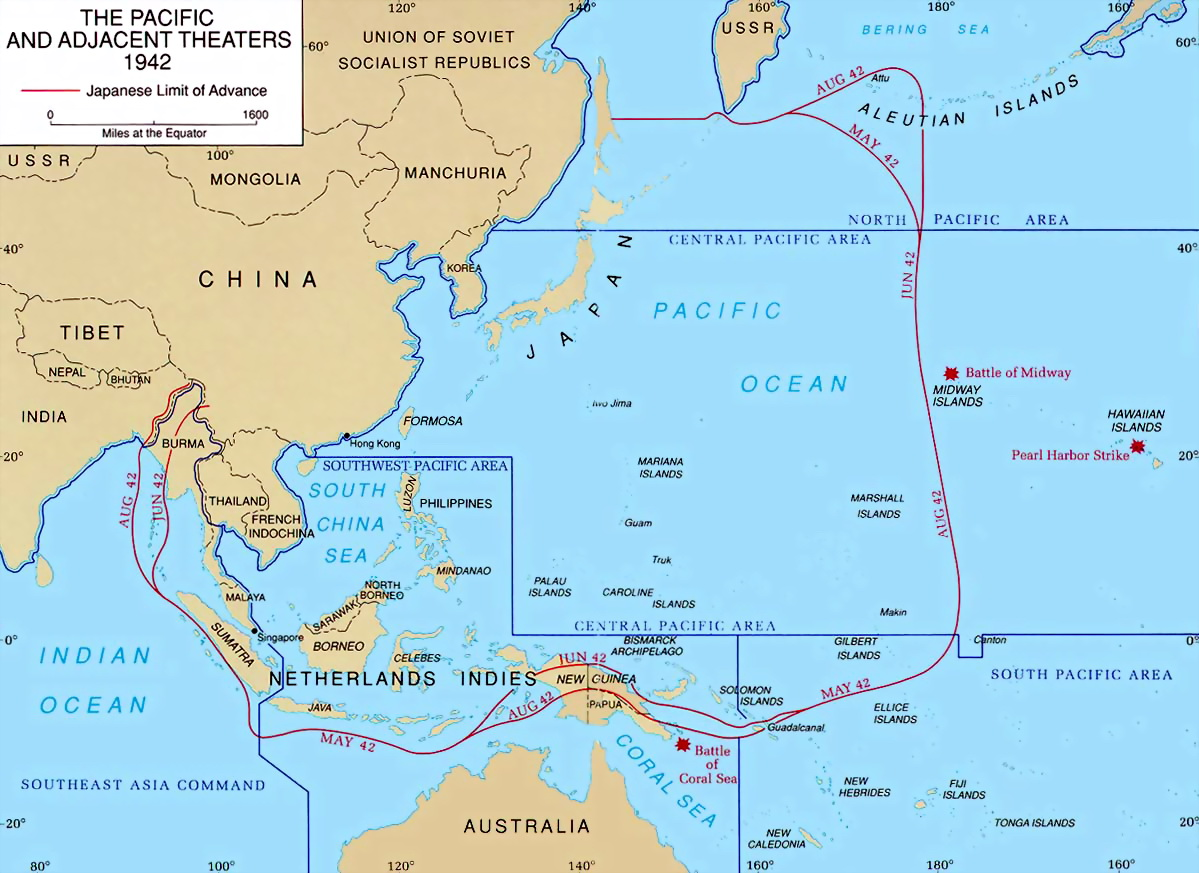
A Távol-Kelet és a Csendes-óceáni térség egy II. világháborús térképen

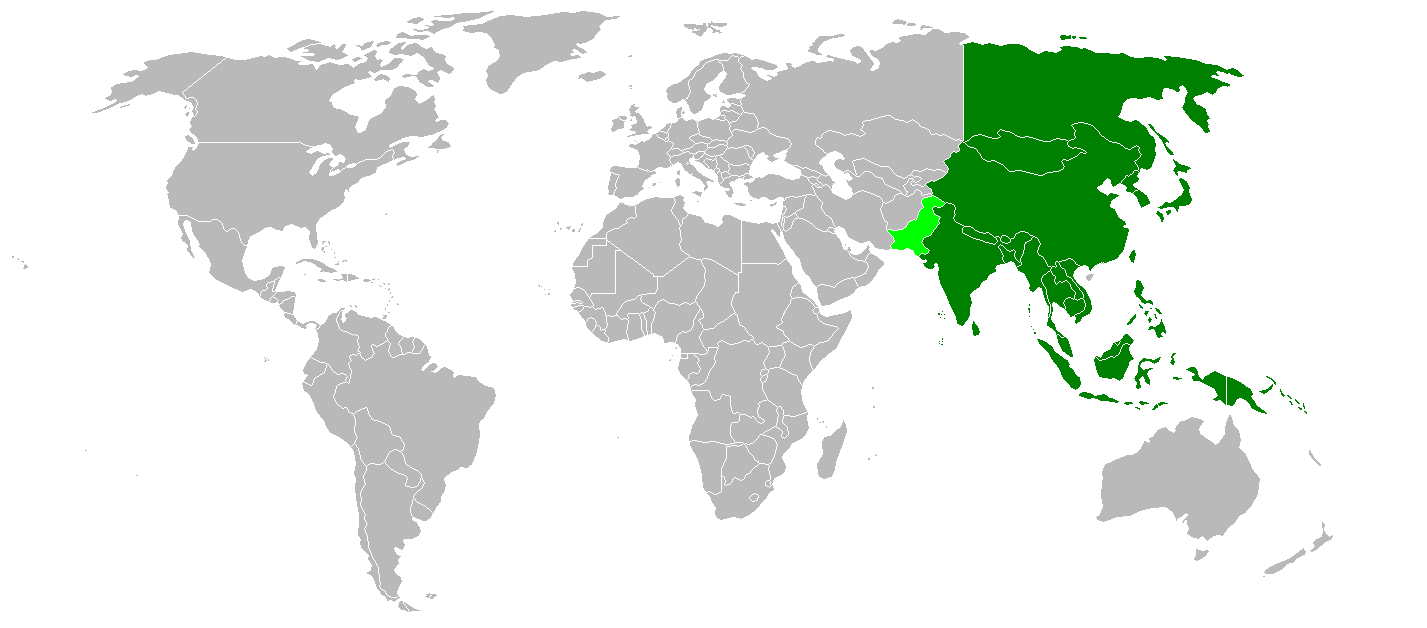
A tágabb értelemben vett Távol-Kelet

A Távol-Kelet gyakran használt, de nem pontos kifejezés Ázsia keleti részének megjelölésére. Általában Kelet-Ázsia területét (Kína nyugati tartományai, Tibet és Hszincsiang nélkül) és Délkelet-Ázsia területét értik alatta. Általában Mongóliát és Oroszország keleti részét (Orosz Távol-Kelet) is ide sorolják. 
A Brit Birodalomban a Távol-Keletbe (angolul Far East) gyakran Dél-Ázsia területét is beleértették.
A kifejezés használata a nyugati világban az Európa-központúság miatt terjedt el.

## A Távol-Kelet országai
A Távol-Kelethez a következő országokat szokták sorolni:
Délkelet-Ázsia:
- Fülöp-szigetek
- Indonézia
- Kambodzsa
- Laosz
- Malajzia
- Mianmar
- Szingapúr
- Thaiföld
- Vietnám

Kelet-Ázsia:
- Dél-Korea
- Észak-Korea
- Japán
- Kína
- Tajvan

Közép-Ázsia
- Mongólia

Észak-Ázsia:
- Oroszország keleti része (Orosz Távol-Kelet)

A fentieken kívül néha ide sorolják Dél-Ázsia országait is:
- Banglades
- Bhután
- India
- Maldív-szigetek
- Nepál
- Pakisztán[1]
- Srí Lanka

## Képgaléria

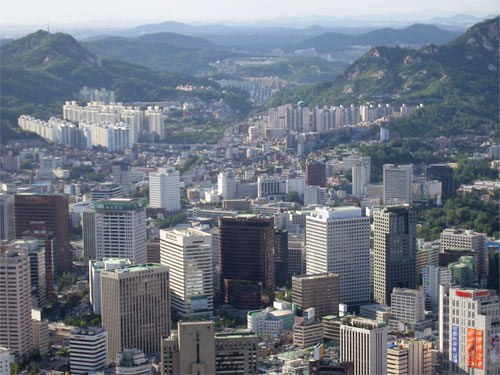
Szöul, Dél-Korea
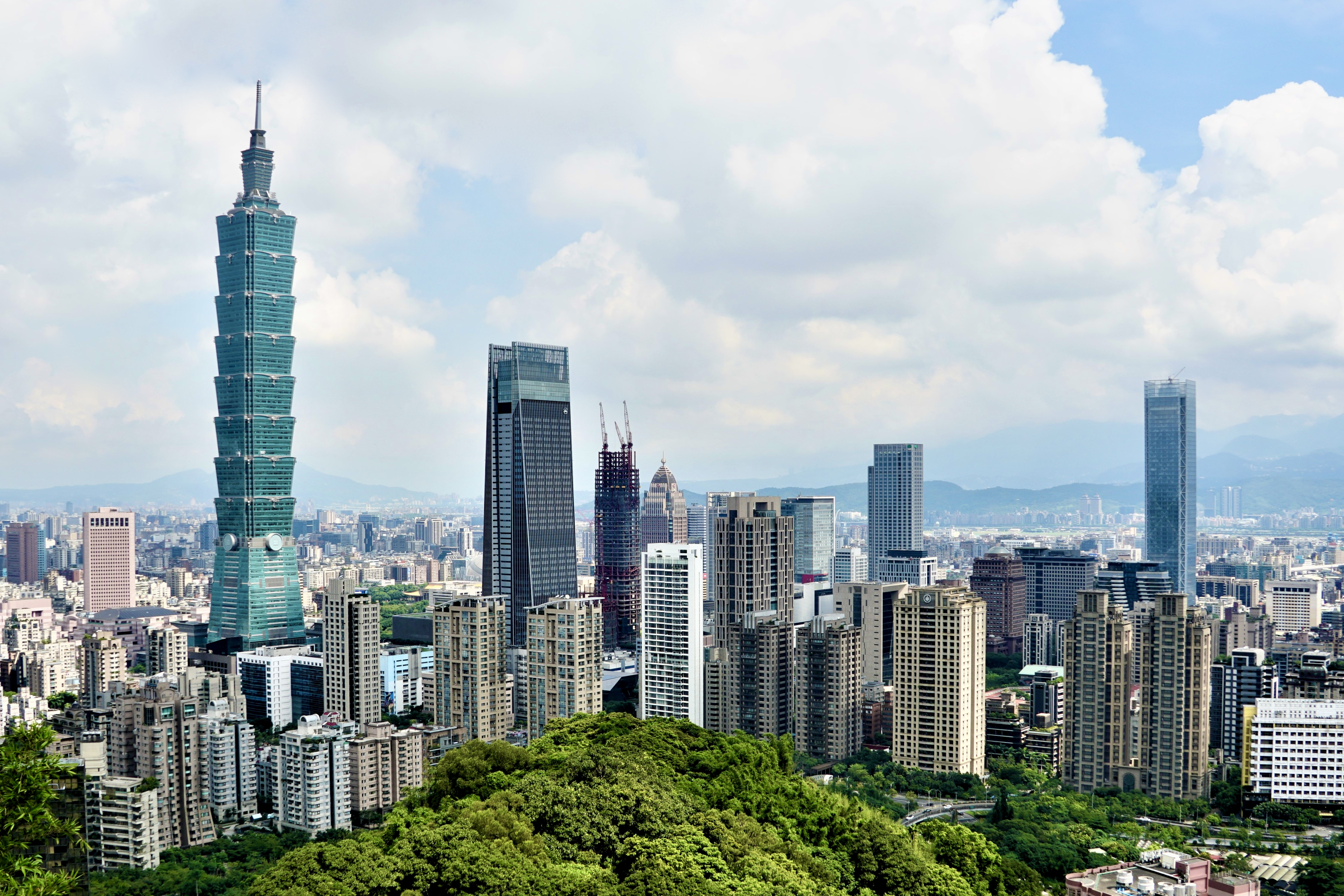
Tajpej, Tajvan
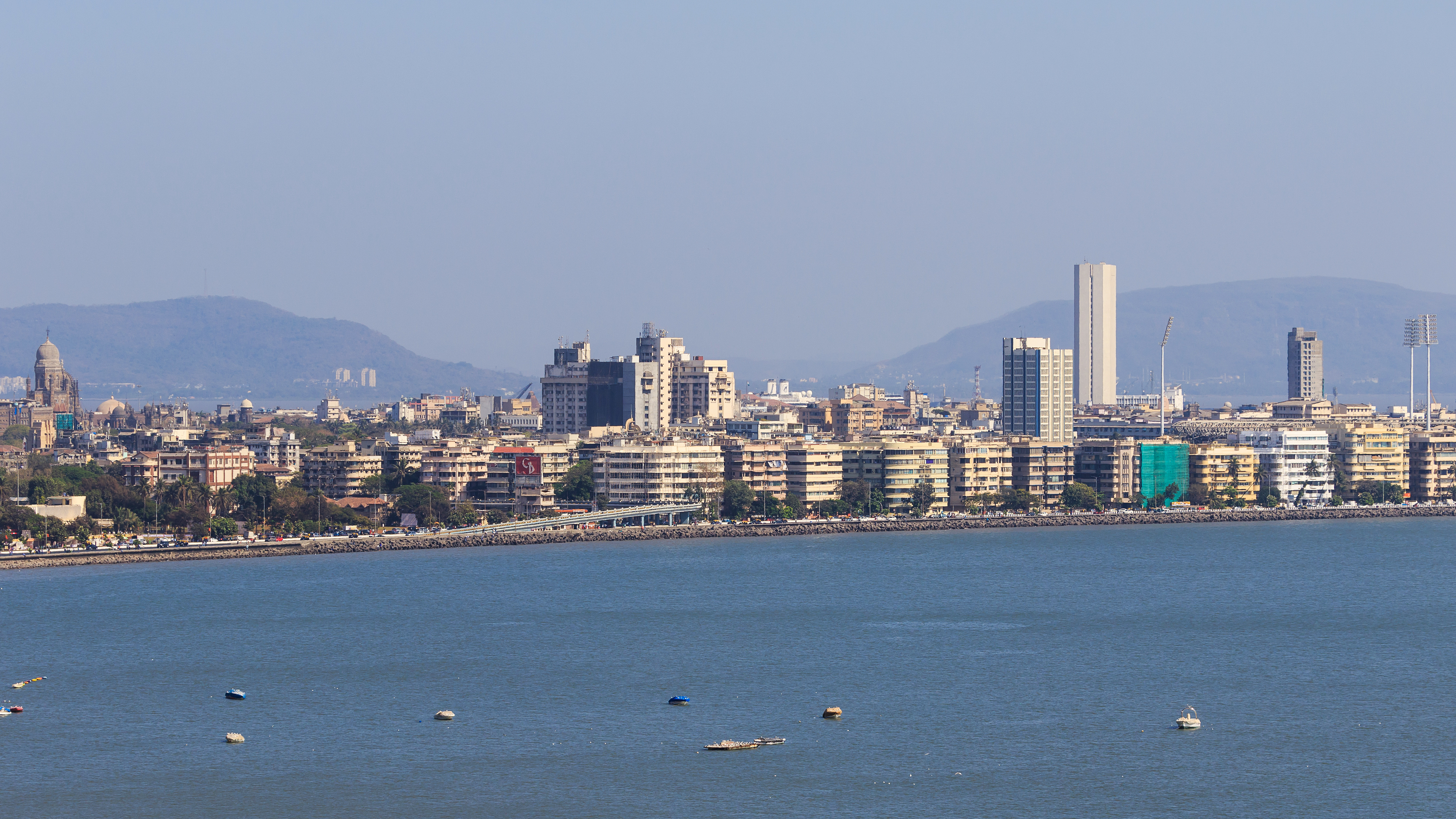
Mumbai, India
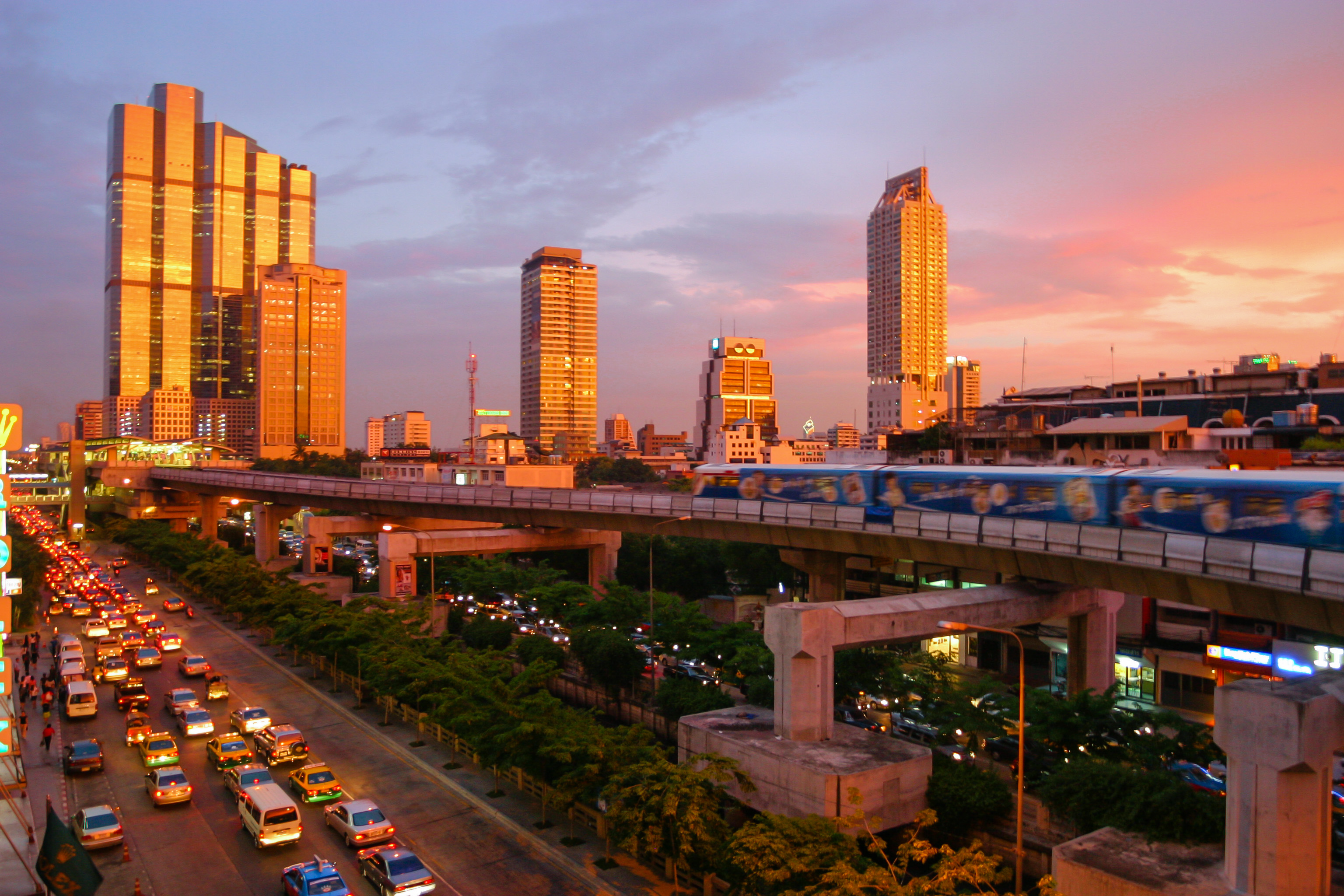
Bangkok, Thaiföld
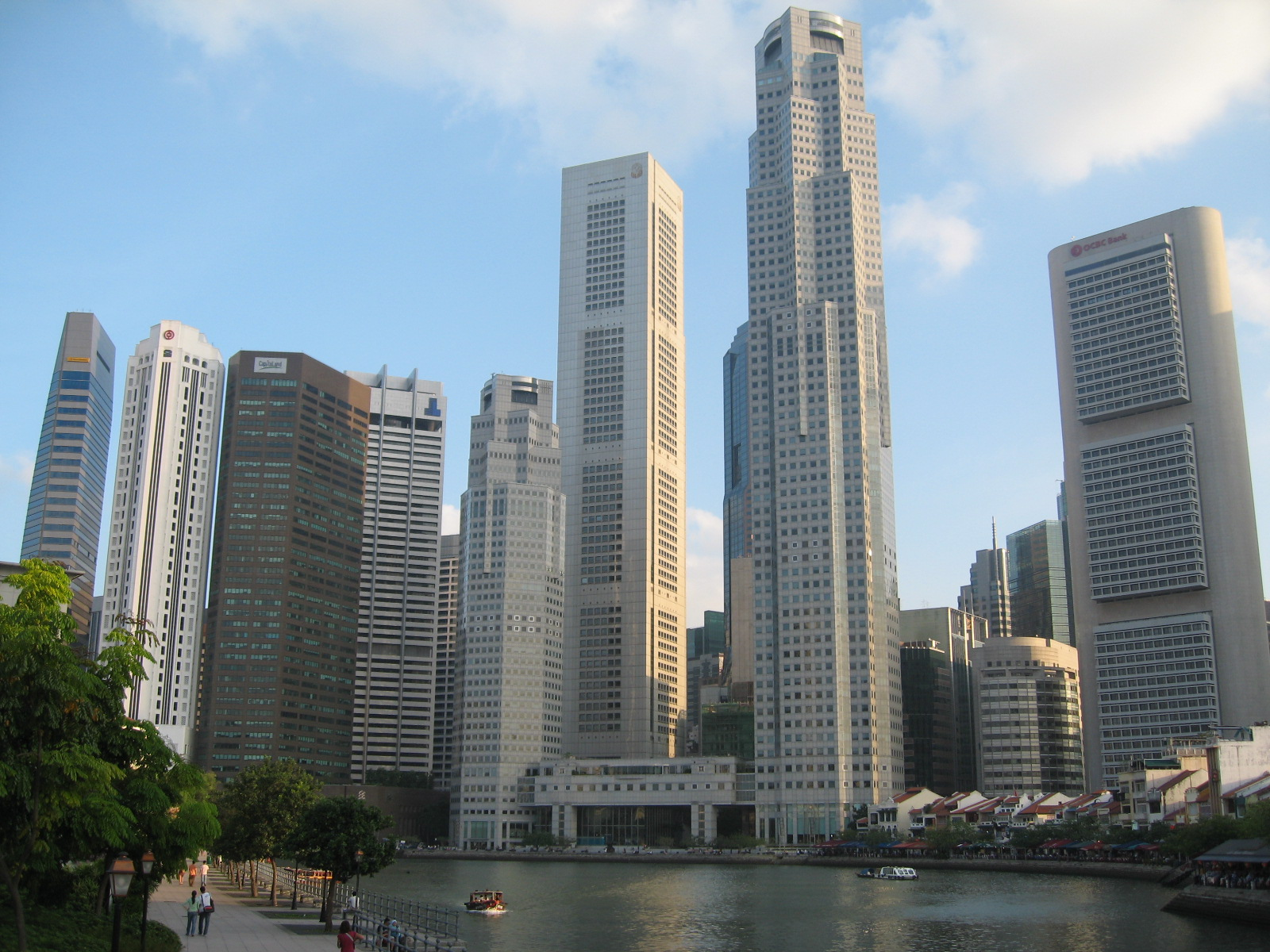
Szingapúr